# Jovis Tholus

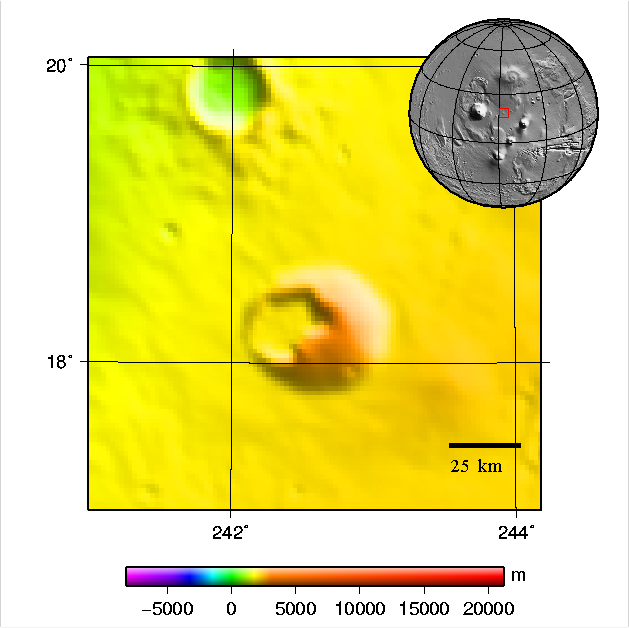
Mapa topograficzna Jovis Tholus

Jovis Tholus to wulkan na powierzchni Marsa, znajdujący się na północnej półkuli, na wschód od wulkanu tarczowego Olympus Mons, na północny zachód od wulkanu Ascraeus Mons, na południe od wulkanu Alba Patera, a na północ od wulkanu Pavonis Mons. Na zachód od góry Jovis Tholus znajdują się uskoki Ulysses Fossae, a na północ Olympica Fossae z większym zespołem uskoków Ceraunius Fossae.
Góra została odkryta w 1973 roku. Średnica jej podstawy osiąga 58 km, jednak inne źródła podają wielkość podstawy jako 80 km × 60 km. Na wierzchołku znajduje się nieregularny krater tworzący wielostopniową kalderę (złożoną z 5 kraterów w różnym wieku) o średnicy 40 km. Przypuszcza się, że wulkan osiąga wysokość 2 km ponad okolicznym terenem. Wiek wulkanu szacuje się na 2,3 do 3,5 miliardów lat.
Okolice wulkanu otoczone są strumieniami zastygłej lawy pokrywającymi starsze utwory, wskazującymi na późniejszą aktywność wulkaniczną.